# Rupert Gmoser
Rupert Gmoser (* 6. Mai 1931 in Graz; † 14. August 2008) war ein österreichischer Politiker und langjähriger Abgeordneter der Sozialdemokratischen Partei Österreichs (SPÖ) zum österreichischen Bundesrat und Nationalrat.

## Leben
Nach der Volksschule besuchte er das humanistische Gymnasium in Graz 1941–1949. Das Studium der Rechte schloss er 1953, das der Staatswissenschaften 1954 an der Universität Graz mit dem Doktorat ab. Er war Beamter im Finanzamt für Gebühren und Verkehrssteuern in Graz 1954–1955, volkswirtschaftlicher Referent der Kammer für Arbeiter und Angestellte für Steiermark 1955–1959, Leitender Sekretär der Kammer für Arbeiter und Angestellte für Steiermark; 36 Jahre Leiter der Otto-Möbes-Volkswirtschaftsschule der Kammer für Arbeiter und Angestellte für Steiermark 1958–1994; Professor seit 1976.
Rupert Gmoser war seit 1955 Mitglied der SPÖ. Er war Vorsitzender des Verbandes der Sozialistischen Studenten Österreichs/Universität Graz 1951–1954, Vorsitzender der Arbeitsgemeinschaft für Sozialforschung beim Österreichischen Gewerkschaftsbund 1961, Mitglied des Landesparteivorstandes der SPÖ Steiermark 1975–1994. Gmoser galt als „Vordenker“ der steirischen SPÖ.
Er war Mitglied des österreichischen Bundesrates vom 31. Jänner 1978 – 14. Mai 1979 und Abgeordneter zum österreichischen Nationalrat (XV.–XVIII. GP) in der Fraktion der SPÖ vom 5. Juni 1979 – 30. April 1994.
Rupert Gmoser war verheiratet mit Renate Gmoser. Sohn Peter Gmoser (* 1971) ist Dressurreiter-Profi und als solcher Teilnehmer der olympischen Sommerspiele 2000 und 2004.

## Ehrungen
- 1971: Dr.-Karl-Renner-Publizistikpreis
- 1985: Großes Goldenes Ehrenzeichen für Verdienste um die Republik Österreich[4]
- 2003: Josef-Krainer-Heimatpreis[5]
- Großes Goldenes Ehrenzeichen des Landes Steiermark

## Werke
- Das Ansehen der Facharbeit in unserer Zeit. Verlag des Österr. Gewerkschaftsbundes, Wien 1975.
- Die Gewerkschaft auf dem Wege zum Jahre 2000. Verlag des Österr. Gewerkschaftsbundes, Wien 1971.
- Auf dem Weg zum Volkskapitalismus? Verlag des Österreichischen Gewerkschaftsbundes, Wien 1970.
- Macht und Ohnmacht der Organisierten. Verlag des Österreichischen Gewerkschaftsbundes, Wien 1967.
- Gewerkschaftsbewegung in unserer Zeit. Verlag des Österreichischen Gewerkschaftsbundes, Wien 1966.
- Die Arbeitnehmer auf dem Weg zur Wirtschaftsdemokratie. Verlag des Österreichischen Gewerkschaftsbundes, Wien 1965.
- Der durchleuchtete Wähler. Blecha, Karl. Europa Verlag, Wien 1964.